# Lipolexis gracilis
Lipolexis gracilis är en stekelart som beskrevs av Forster 1862. Lipolexis gracilis ingår i släktet Lipolexis och familjen bracksteklar. Arten är reproducerande i Sverige. Inga underarter finns listade i Catalogue of Life.